# Enzo Nannini
Enzo Nannini (Ponte Buggianese, 28 settembre 1925 – Montescudaio, 26 settembre 2000) è stato un ciclista su strada italiano, attivo come professionista e indipendente dal 1948 al 1953.

## Carriera
Professionista dall'ottobre 1948, in carriera fu attivo anche come indipendente, partecipando alle più importanti classiche e brevi prove a tappe italiane. Nel 1950 vinse il Circuito delle Case Bruciate a Pesaro, prova che faceva parte del Trofeo dell'U.V.I., una tappa al Giro di Puglia e Lucania e una al Giro delle Dolomiti; sempre nel 1950 arrivò secondo al Giro dell'Emilia e quinto alla Coppa Placci. Nel 1952 ottenne altri due piazzamenti importanti, il secondo posto alla Coppa Sabatini e il nono posto alla Coppa Bernocchi.

## Palmares
- 1948 (Dilettanti)

Milano-Rapallo
- 1950 (Arbos, tre vittorie)

Circuito delle Case Bruciate
1ª tappa Giro di Puglia e Lucania (Barletta > Bari)
1ª tappa Giro delle Dolomiti (Treviso > Trento)

## Piazzamenti

### Classiche monumento
- Milano-Sanremo

1949: 60º
1950: 86º
1951: 75º
- Giro di Lombardia

1948: 19º
1949: 42º
1950: 54º